# Claus Peter Witt
Pour les articles homonymes, voir Witt.
Claus Peter Witt est un réalisateur et scénariste allemand né le 24 mars 1932 à Berlin (Allemagne), et mort le 8 mai 2017.

## Filmographie

### Téléfilm
- 1964 : Wie in schlechten Romanen (court métrage)
- 1964 : Koll
- 1965 : Der Schmied seines Glücks
- 1965 : Die Kette an deinem Hals
- 1965 : Im Schlaraffenland
- 1966 : Drei Tage bis Mitternacht
- 1966 : Socialaristokraten
- 1967 : Palme im Rosengarten
- 1967 : Paradies auf Erden
- 1968 : Mathilde Möhring
- 1969 : Umschulung
- 1969 : Nachrichten aus der Provinz
- 1971 : Besuch der Tochter
- 1971 : Geschäfte mit Plückhahn
- 1972 : Altersheim
- 1973 : Black Coffee
- 1974 : Preussenkorso Nr. 17
- 1974 : Arme klauen nicht
- 1976 : Fünf Prüfungen des Oberbürgermeisters
- 1976 : Oblomows Liebe
- 1978 : Väter und Söhne
- 1979 : Noch 'ne Oper
- 1979 : Ein Mord, den jeder begeht
- 1980 : Waldwinkel
- 1981 : Kudenow oder An fremden Wassern weinen
- 1981 : System Ribadier
- 1981 : Landluft
- 1981 : Kennwort Schmetterling
- 1982 : Das blaue Bidet
- 1982 : Mein Bruder und ich
- 1982 : Fremdes Land oder Als die Freiheit noch zu haben war
- 1988 : Michas Flucht
- 1989 : Der Bettler vom Kurfürstendamm
- 1992 : Mutter und Söhne

### Série télévisée
- 1965-1971 : Die Unverbesserlichen (7 épisodes)
- 1966 : Die Gentlemen bitten zur Kasse (de) (mini-série) (3 épisodes)
- 1966 : Intercontinental Express (1 épisode)
- 1969-1970 : Kapitän Harmsen (13 épisodes)
- 1970 : Der Musterschüler
- 1970 : Ein Jahr ohne Sonntag (5 épisodes)
- 1970 : Der Fall von nebenan (1 épisode)
- 1972 : Hoopers letzte Jagd (mini-série) (2 épisodes)
- 1972 : Berlin, Keithstrasse 30 (13 épisodes)
- 1972-1973 : Hamburg Transit (21 épisodes)
- 1974 : Unter einem Dach
- 1974 : Eine geschiedene Frau (mini-série)
- 1974 : Lokalseite unten links
- 1975 : Berlin - 0:00 bis 24:00 (2 épisodes)
- 1975-1979 : PS - Geschichten ums Auto (16 épisodes)
- 1977 : Die Dämonen (mini-série) (2 épisodes)
- 1979 : Union der festen Hand (2 épisodes)
- 1979 : Zwei Mann um einen Herd
- 1981 : Tod eines Schülers (mini-série) (6 épisodes)
- 1981 : Kreuzfahrten eines Globetrotters (5 épisodes)
- 1983 : Tatort (1 épisode)
- 1983 : Konsul Möllers Erben
- 1983-1985 : Diese Drombuschs (12 épisodes)
- 1986 : Un cas pour deux (Ein Fall für zwei) (1 épisode)
- 1987 : Die Wilsheimer
- 1988 : Lorentz & Söhne
- 1990 : Hotel Paradies (5 épisodes)
- 1990-2002 : Lindenstraße (156 épisodes)
- 1994 : Der Fotograf oder Das Auge Gottes (6 épisodes)
- 1996 : Alle meine Töchter (4 épisodes)
- 1998-1999 : Schloßhotel Orth (156 épisodes)

## Récompenses
- Goldene Kamera 1967 : Meilleur téléfilm allemand pour Die Gentlemen bitten zur Kasse